# Physocleora albibrunnea
Physocleora albibrunnea là một loài bướm đêm trong họ Geometridae.